# پل خاتون (خوی)
پل خاتون، در ۲ کیلومتری جنوب شرقی شهرستان خوی بر روی رودخانه قطور در ۴۰ کیلومتری سمت چپ جاده آسفالته خوی - سلماس در سال‌های ۱۱۷۰–۱۲۰۰ ه‍.ق به دستور احمد خان‌دنبلی در دوره سلجوقیان ساخته شده‌است. این پل آجری ۵۹/۴۰ متر طول و ۸/۷۰ متر عرض و ۶/۴۸ متر ارتفاع دارد. پل هفت‌دهانه بزرگ دارد و قسمت تحتانی آن پایه‌ها و سیل شکن‌هایی است که با سنگ‌هایی نسبتاً بزرگ و منظمی‌ساخته شده‌است. این پل دهه‌های گذشته مرمت شده‌است.
طول این پل ۵۹/۴۰ متر و عرض آن ۸/۷۰ متر و ارتفاع ان از پایه‌ها ۶/۴۸ متر می‌باشد به غیر از ۷ طاق کوچک که بین دهانه‌ها ساخته شده هیچ گونه آرایش یا تزئین خاصی در ساختمان آن بکار نرفته‌است.
پایه‌های پل خاتون در هر دو جهت مخالف و موافق آب رودخانه، آب شکن‌های مثلثی به اندازه ۲ متر دارند و این پل ۷ چشمه طاق بزرگ و ۷ چشمه طاق کوچک در بالای پایه‌ها دارد و تمامی ان چشمه طاق‌ها به وسیله طاق‌های جناغی و با آجر، ملاط، گچ و قسمت‌های وسط طاق نیز با سنگ و ملاط گچ پوشش داده شده‌است.
بعد از اتمام کار طاق زنی، دیوارهای طرفین پل را با اجر و سنگ پر کرده‌اند و سطح پل به علت بزرگتر بودن طاق میانی پل از سایر طاق‌ها و به علت متقارن بودن طاق‌های بزرگ دارای شیب ملایم به دو طرف شمال و جنوب است و مصالح اصلی بنا سنگ‌های تراشیده منظم و قلوه سنگ، سنگ لاشه و آجرهایی به ابعاد ۵در۲۵ است.
واژهٔ «خاتون» واژهٔ کهن ترکی به معنی زن بزرگ منش و در قدیم نام زنان و دختران خان و خاقان بوده‌است که به معنی بانوی عالی‌نسب و ملکه، و در مقابل خاقان به کار برده می‌شده‌است. پژوهشگران با توجه به کاربرد این نام برای زنان بزرگان نظام در دورهٔ سلجوقیان، ساخت این پل را منتسب به سلجوقیان می‌دانند. در بعضی منابع تاریخی آمده‌است که این پل به دستور احمد خان دنبلی و در کنار دامنه غضنفر ساخته شده‌است.
در گذشته کاروان‌هایی که از عثمانی می‌آمدند از این پل عبور می‌کردند و تا چند سال پیش نیز گذرگاه مردم بوده‌است. در سال‌های اخیر در راستای آن پلی جدید ساخته شده و راه ارتباطی مردم از پل جدید است.

## نگارخانه

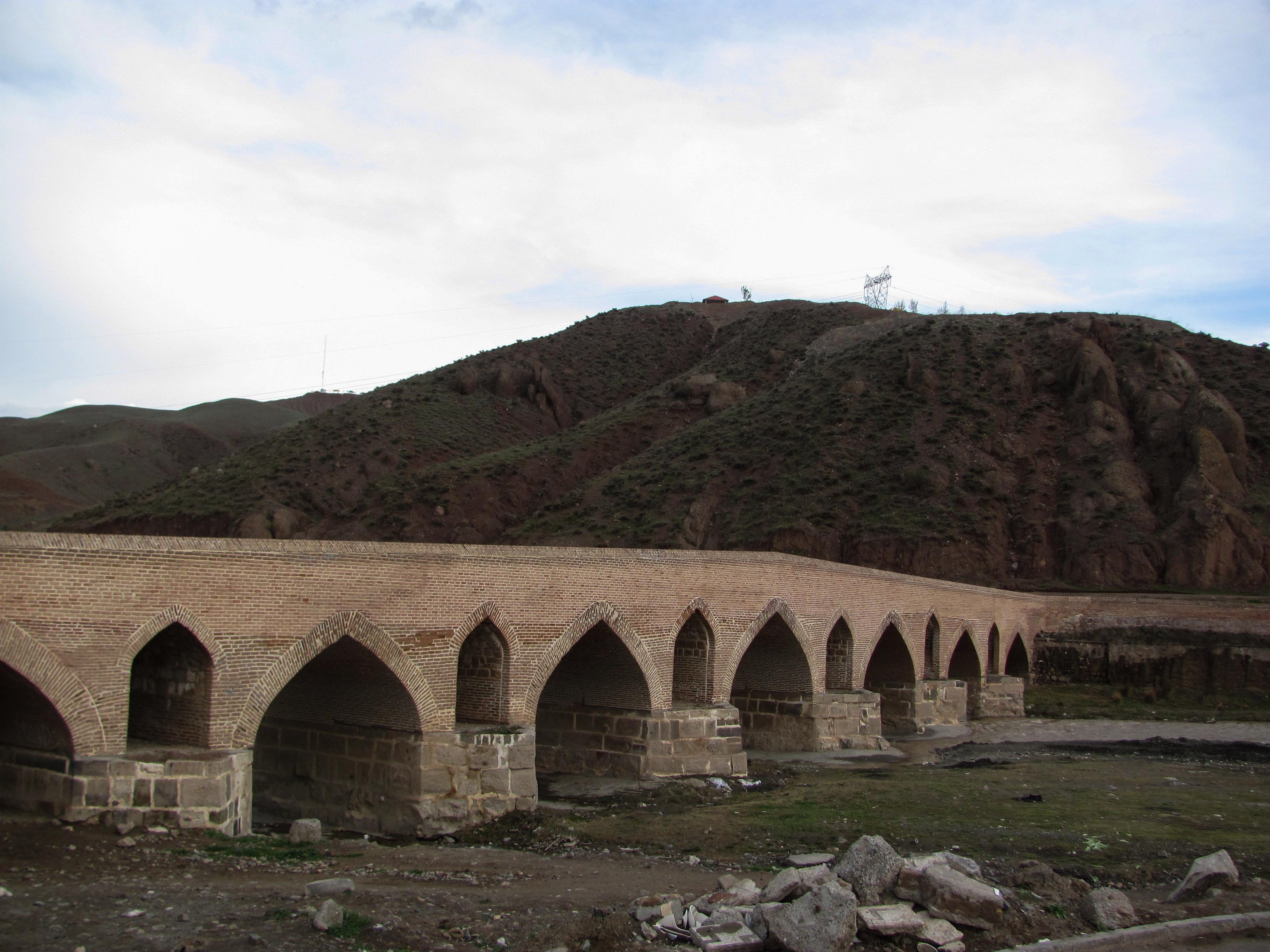
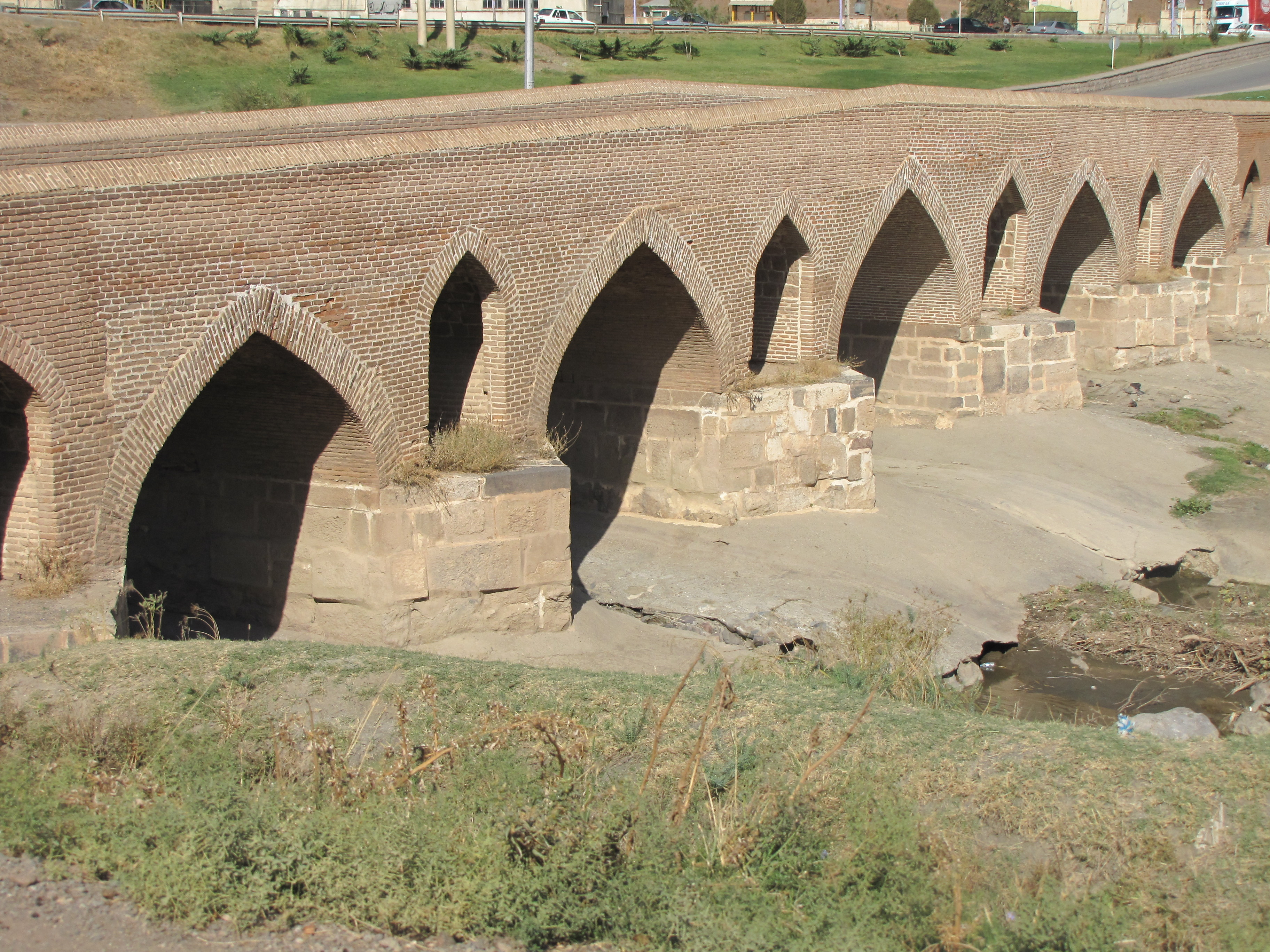
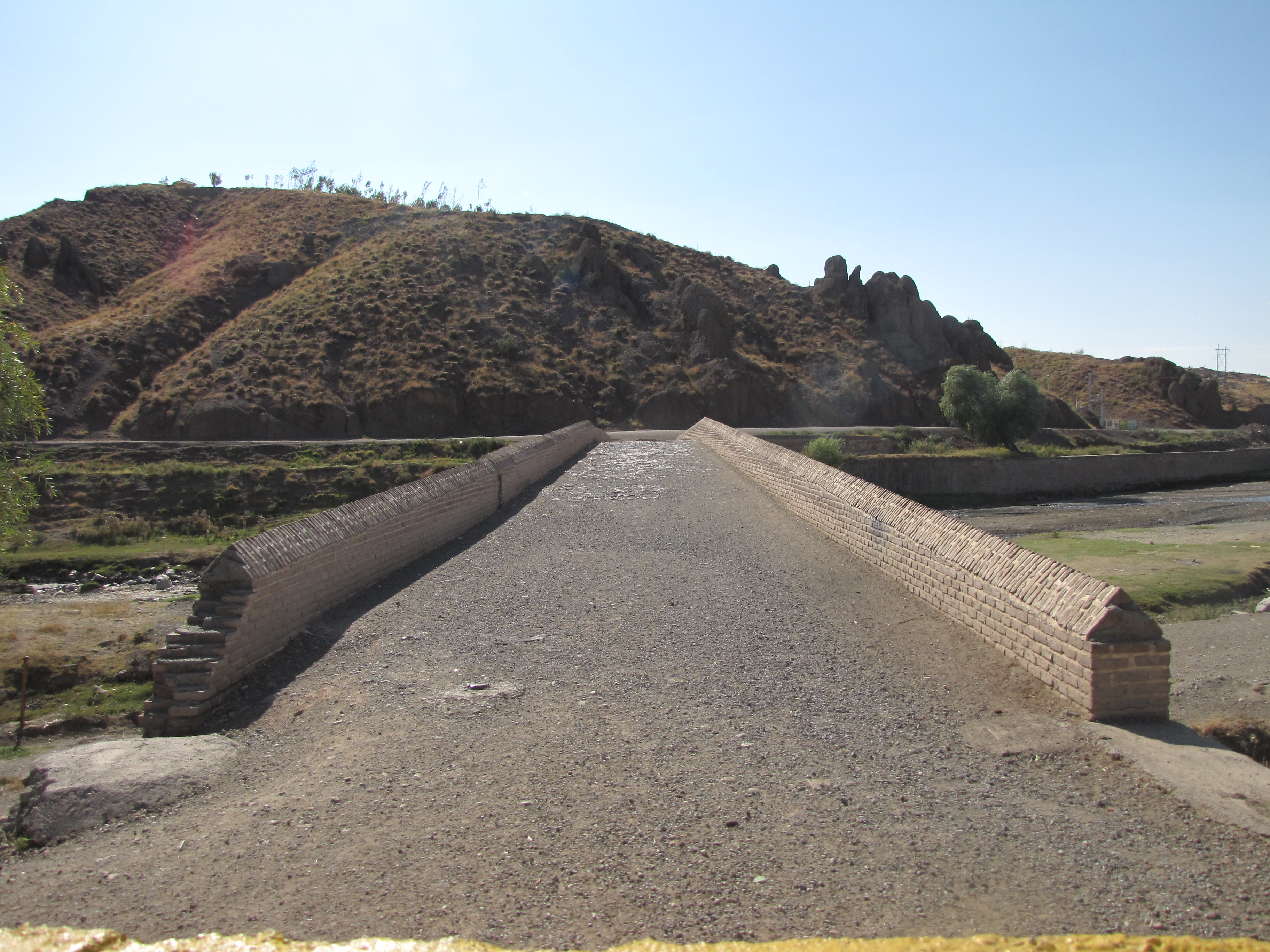
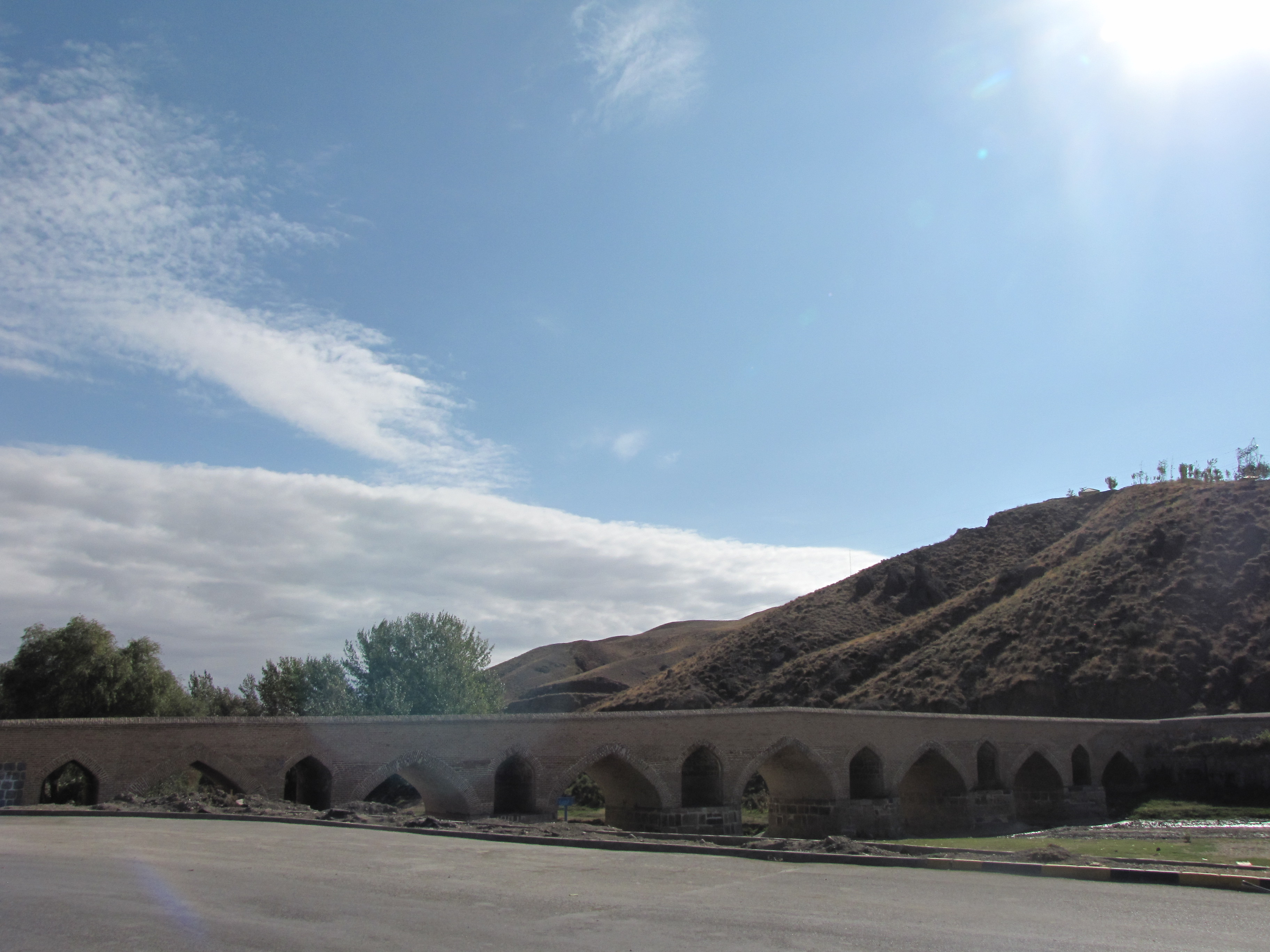
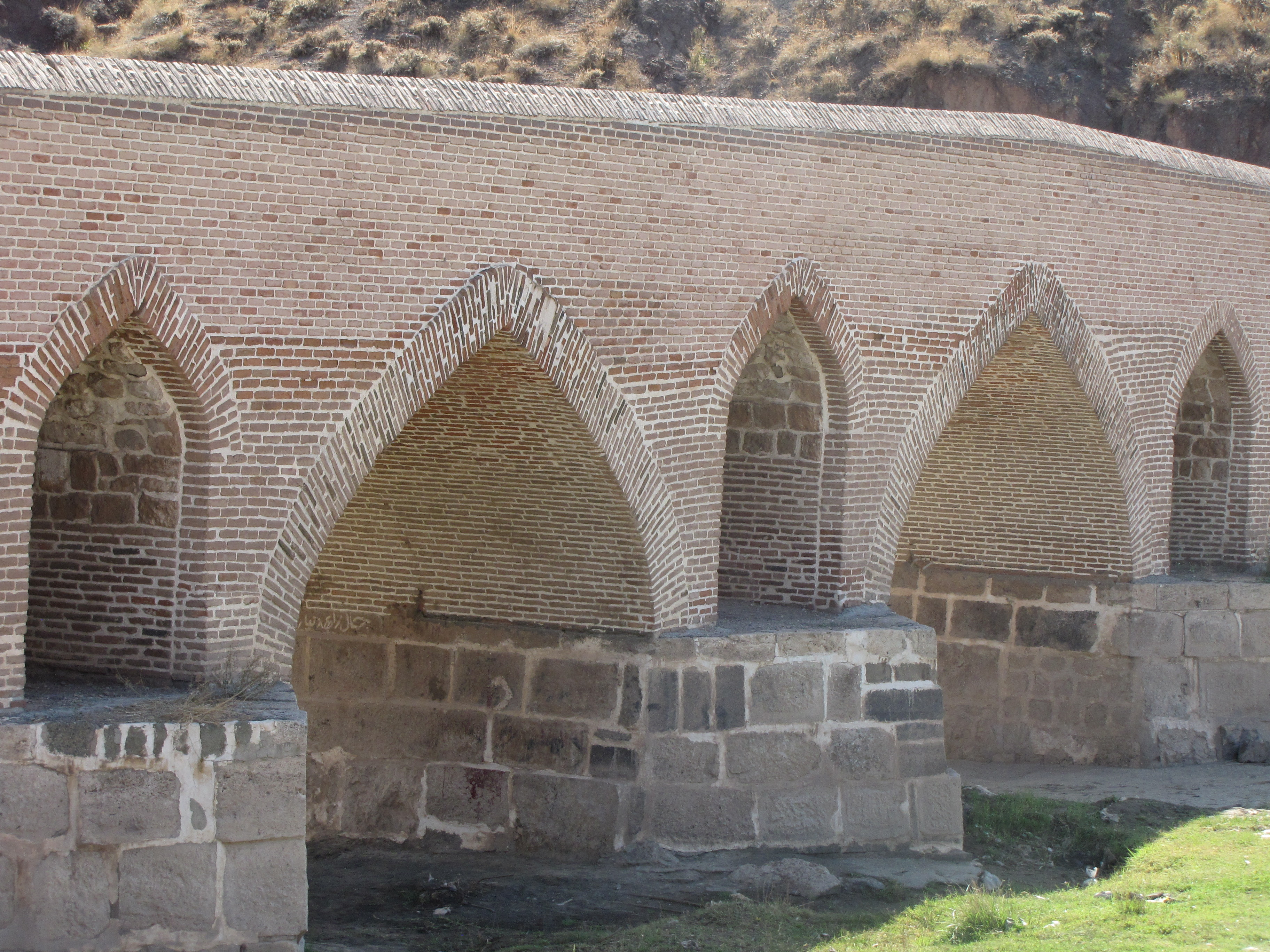
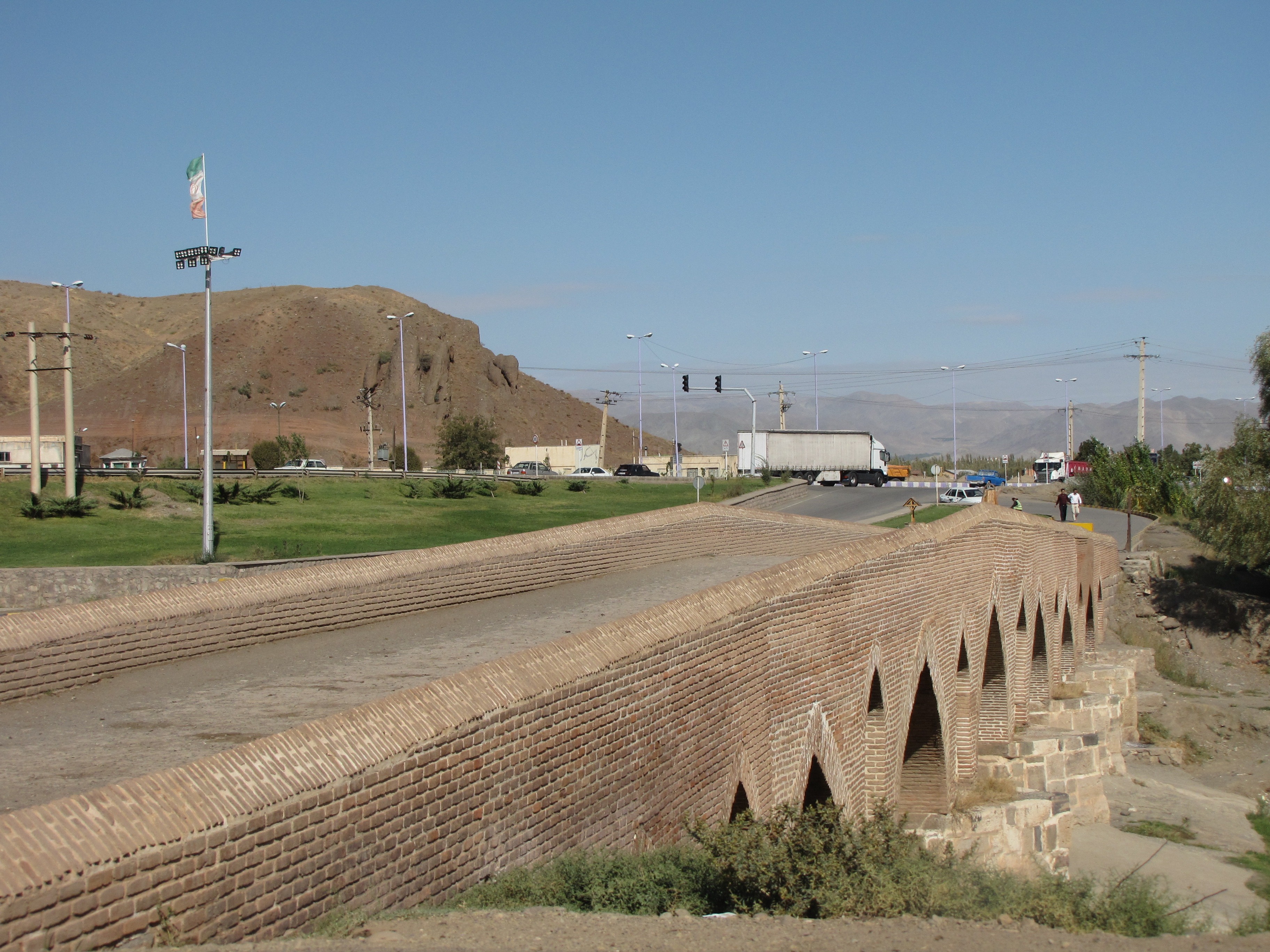